# Dráp Niflunga

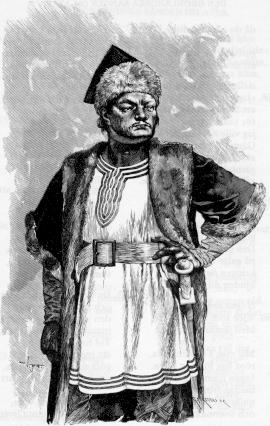
Atila (Atli) toma su venganza matando al rey de los burgundios.

Dráp Niflunga es una sección corta en prosa que se encuentra en la Edda poética entre los poemas Helreið Brynhildar y Guðrúnarkviða II. Henry Adams Bellows afirma en sus comentarios que el propósito de esta sección es que actúe como vínculo narrativo entre los dos poemas.
En las secciones precendentes, ambos, Sigurd y Brynhildr han muerto y esta sección trata sobre como el hermano de Brynhild, Atli se convierte en el segundo esposo de Gudrun y sobre como Atli toma venganza por la muerte de Brynhild, matando a los hermanos de Gudrun llamados Gunnar y Hogni.

## Argumento
Traducción de una sección de la introducción que da Henry Adams Bellows:

Gunnar y Hogni tomaron todo el oro que tenía Fafnir. Había una disputa entre los Gjukungs y Atli, ya que este culpaba a Gjukungs por la muerte de Brynhild. Se acordó que debían darle como esposa a Guthrun, y le dieron de beber un trago para olvidar antes de que pudiera consentir su boda con Atli. Los hijos de Atli eran Erp y Eitil, y  Svanhild era la hija de Sigurth y Guthrun. El rey Atli invitó a Gunnar y a Hogni a que lo visitaran, y envió un mensajero llamado Vingi o Knefröth. Guthrun se dio cuenta de que era una traición y envió con él un mensaje escrito en runas para que no fueran, y como símbolo envío a Hogni el anillo Andvaranaut atado con un pelo de lobo. Gunnar había pretendido a Oddrun, hermana de Atli, como su esposa, pero ella no aceptó; por lo que luego se casó con Glaumvor, y la esposa de  Hogni era Kostbera; sus hijos fueron Solar, Snævar y Gjuki. Cuando los Gjukungs llegaron a lo de Atli, Guthrun buscó que sus hijos suplicaran por las vidas de los Gjukungs, pero se negaron a hacerlo. A Hogni le sacaron el corazón y Gunnar fue arrojado a un foso con serpientes. Tocó el arpa y esto puso a las serpientes a dormir, pero una de ellas le mordió en el hígado.